# Ghindăoani
Ghindăoani è un comune della Romania di 2 183 abitanti, ubicato nel distretto di Neamț, nella regione storica della Moldavia. 
Ghindăoani è divenuto comune autonomo nel 2003, staccandosi dal comune di Bălțătești.
Il paese ha dato i natali al filosofo Vasile Conta (1845-1882).